# Zandkreek

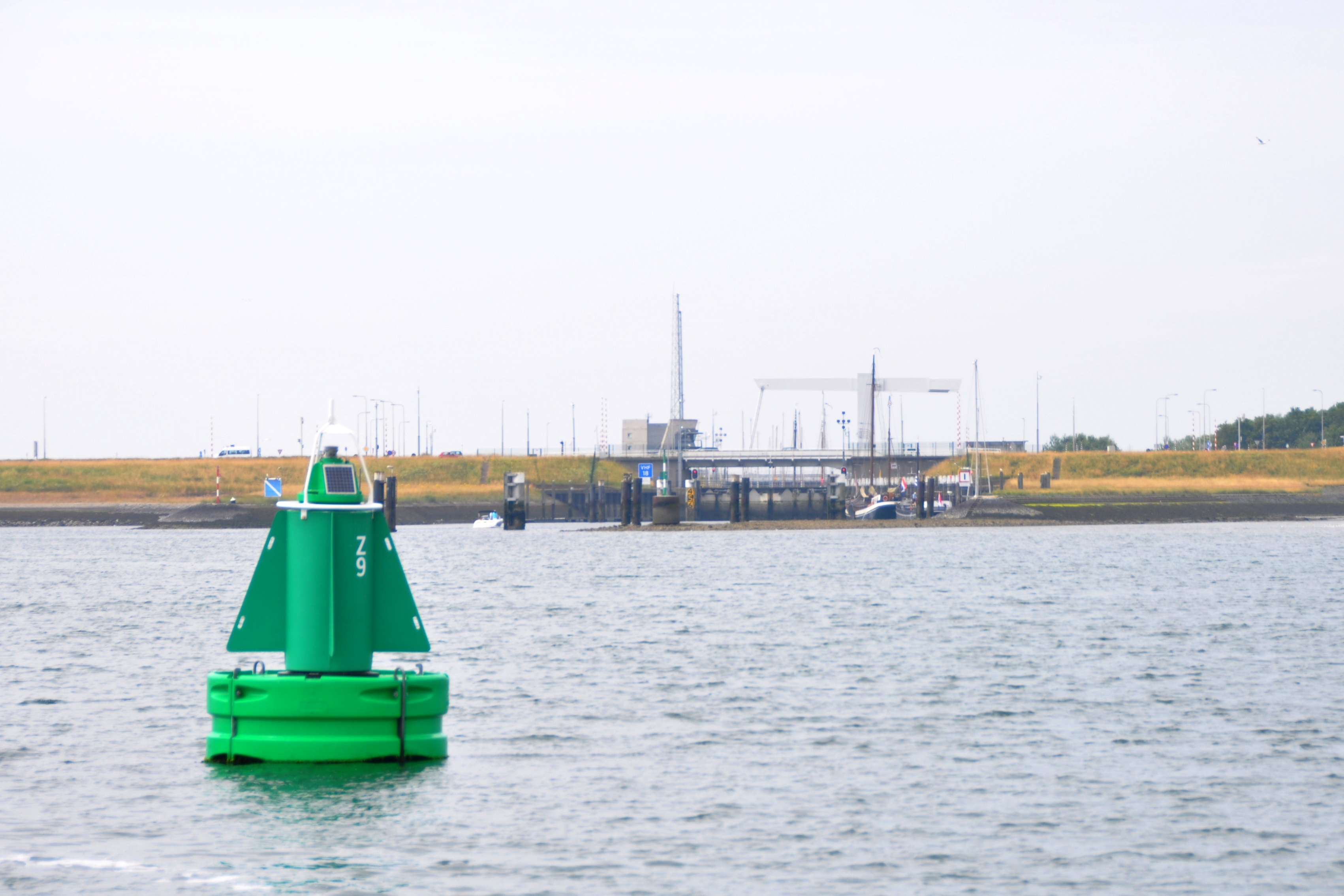
Zandkreek, met op de achtergrond de Zandkreekdam

De Zandkreek is een voormalige arm van de Oosterschelde die is afgesloten door de Zandkreekdam.

Het westelijk deel, van de Zandkreekdam tot de Veerse Gatdam heet nu het Veerse Meer. Het oostelijk stuk, van de Zandkreekdam tot de Oosterschelde heet nog steeds Zandkreek, en is een deel van het Natura 2000-gebied Oosterschelde en ook van het Nationaal Park Oosterschelde.

De Zandkreek is de vaarweg, voor binnenvaartschepen tot CEMT-klasse Vb, van de Oosterschelde naar de Zandkreeksluis en vandaar naar het Veerse Meer.
De Zandkreek ligt tussen de eilanden van Zuid-Beveland en Noord-Beveland.

Ten noorden van de vaarweg heten de slikken Katseplaat, ten zuiden heten die slikken en schorren Schor Wilhelminapolder. Deze stukken mogen wel bevaren worden, maar niet worden betreden.

Alleen een stuk aan de zuidkant tussen de voormalige veersteiger en de Zandkreekdam is ingericht voor recreatie.
Tot 1960 voer over de Zandkreek het veerbootje de Zandkreek van de PSD tussen Kortgene op Noord-Beveland en Wolphaartsdijk op Zuid-Beveland. Sindsdien ligt er de Zandkreekdam tussen de voormalige eilanden.